# مقاطعة سالاج
مقاطعة سالاج (نطق روماني: ‎[səˈlaʒ]‏) (تُعرف أيضًا باسم Land of Silvania ، silva ، -ae تعني «الغابة»)  هي مقاطعة (județ) في رومانيا، وتقع في الشمال الغربي من البلاد؛ في المناطق التاريخية من كريتشانا وترانسيلفانيا، ويحدها من الشمال مقاطعتي ساتو ماري وماراموريو، ومن الغرب والجنوب الغربي مقاطعة بيهور، ومن الجنوب الشرقي مقاطعة كلوج، ومقر المقاطعة هو مدينة زالاو، وكذلك أكبر مدنها.

## أصل اسم المقاطعة
في المجرية، تُعرف باسم Szilágy megye ، وفي السلوفاكية باسم Salašská župa ، وفي الألمانية باسم Kreis Zillenmarkt . تسمى المقاطعة باسم النهر سلاج، الذي يستمد اسمه من الهنغارية Szilágy «نهر الدردار»، الذي يتألف من szil ، " elm" و AGY «قاع النهر».

## التاريخ

### العصور القديمة
في 28 يوليو 1978، اكتشف فريق من علماء الكهوف في كهف Cuciulat Paleolithic لوحات عمرها حوالي 12000 عام،  فريدة من نوعها في رومانيا. ويُعرف هذا الكهف باسم «التاميرا الرومانية»، ويضم العديد من اللوحات الحمراء للحيوانات، بما في ذلك الخيول والقطط. وكانت هذه هي المظاهر الأولى من هذا النوع المعروفة في جنوب شرق أوروبا.
ويبلغ عمر القرى الأولى في الإقليم الحالي لمحافظة سلاج 7500 عام. كما تعود أولى الأواني الخزفية في منطقة سلاج إلى نفس العمر تقريبًا. وتم بناء المنازل الأولى المكونة من عدة غرف في هذه المقاطعة منذ حوالي 6000 عام. وتقع المستوطنة الوحيدة المدروسة بالكامل من العصر البرونزي في الأراضي الرومانية في مقاطعة سلاج في ريسيا.
وحتى الآن، تم اكتشاف 63 قطعة أثرية برونزية تعود إلى القرنين السابع عشر والتاسع قبل الميلاد. والعناصر البرونزية من هذه الفترة المكتشفة في مقاطعة سلاج معروضة اليوم في متاحف شهيرة في ألمانيا والولايات المتحدة والمجر وكذلك بوخارست. وكانت ستة قلاع دفاعية مؤرخة بالعصر الحديدي الأول، أي القرنين الحادي عشر والرابع قبل الميلاد.

### فترة داكورومان وأوائل العصور الوسطى

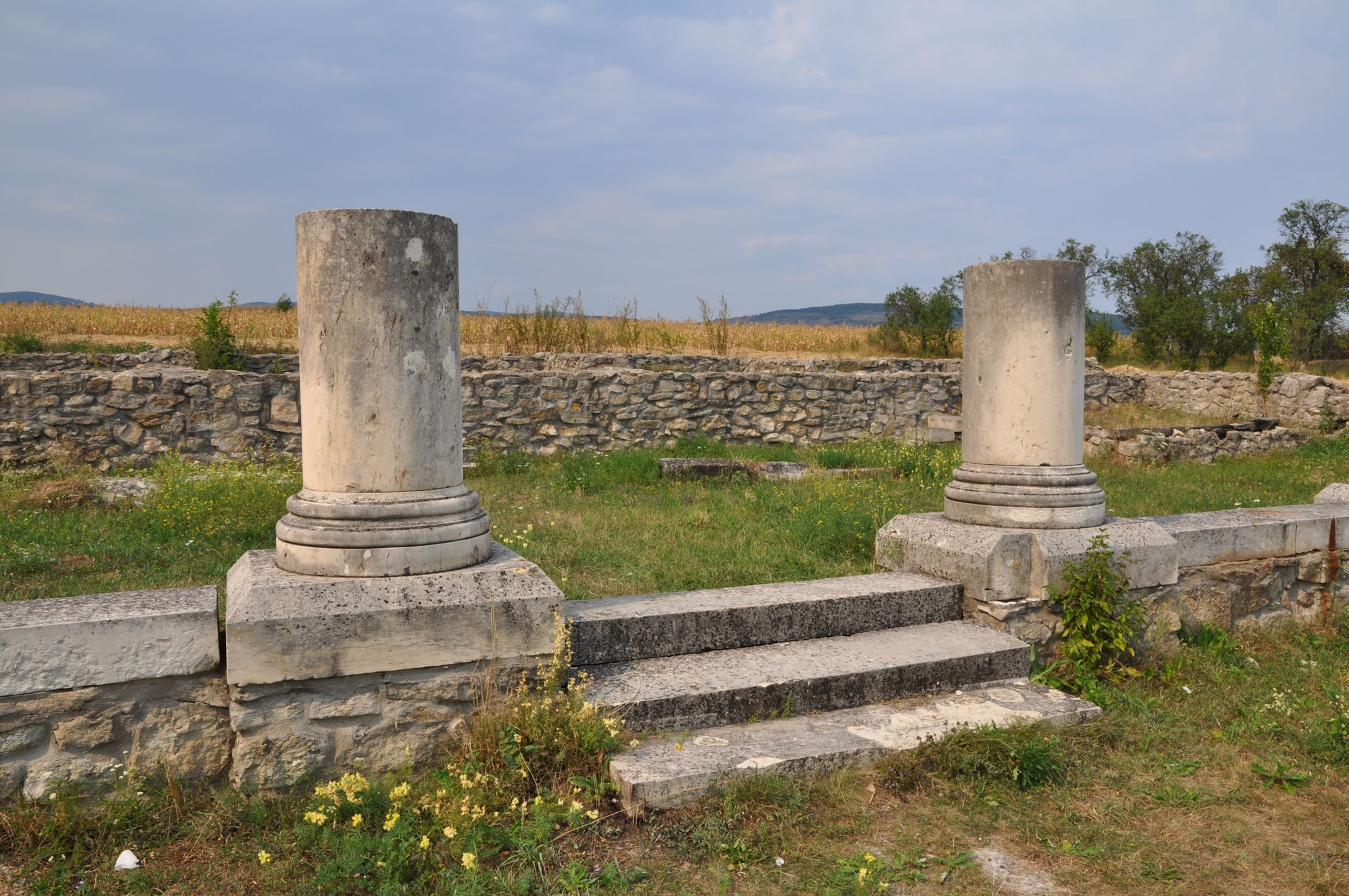
كاسترا من بوسيومى

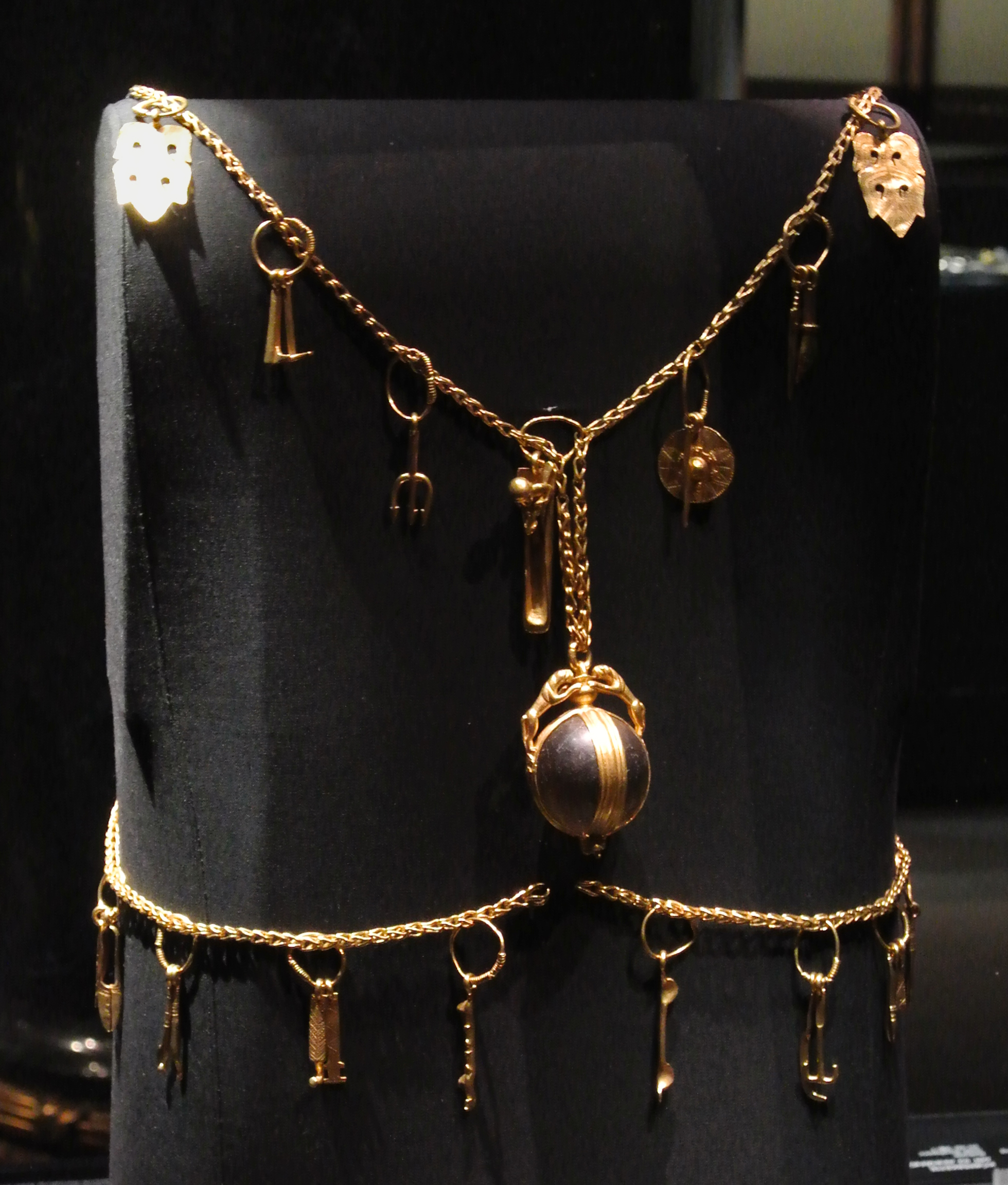
سلسلة جسم بها 52 تعليقة ، وهي جزء من كنز Șimleu Silvaniei ، معروضة الآن في متحف Kunsthistorisches في فيينا.

بين القرن الثاني قبل الميلاد والقرن الأول بعد الميلاد، احتل الداقيون أراضي سلاج الحالية، وكان هناك اتحاد قبلي داتشيان بين نهري كراسنا وباركو الذي سيطر على طرق الوصول إلى الشمال الغربي، من وإلى ترانسيلفانيا، وكذلك التجارة، وخاصة تجارة الملح. ومن فترة داتشيان يأتي ما لا يقل عن 23 من مكانز داتشيان، المصنوعة من العملات الفضية والحلي. ويبلغ إجمالي وزن القطع النقدية البالغ عددها 3000 و 70 الحلي الفضية حوالي 13 كلغ. كما تم اكتشاف أكبر مستوطنة داتشيان محصنة في رومانيا في مقاطعة سلاج، التي يعود تاريخها إلى القرن الأول الميلادي. وفي المجمل، تم اكتشاف مواقع في مقاطعة سلاج من 30 قرية داتشيان و 15 قلعة داتشيان التي تدافع عن الاتحاد القبلي في غرب المقاطعة الحالية. وكانت هذه القلاع تقع على التلال وكانت محصنة بالخنادق والجدران الترابية التي أقيمت عليها حواجز خشبية. وكان مركز الاتحاد القبلي في Măgura Șimleului ، في مجمع من المستوطنات والتحصينات.
وفي النصف الغربي من المقاطعة الذي يعد تحت السيطرة العسكرية الرومانية، استقر الوندال فيما بعد، الذين دخلوا في تحالف مع الداقيين بدعم من الرومان لمحاربة البرابرة الآخرين. وقد وصل الوندال إلى المنطقة خلال القرن الأول الميلادي، قادمين من أراضي الدنمارك الحالية.

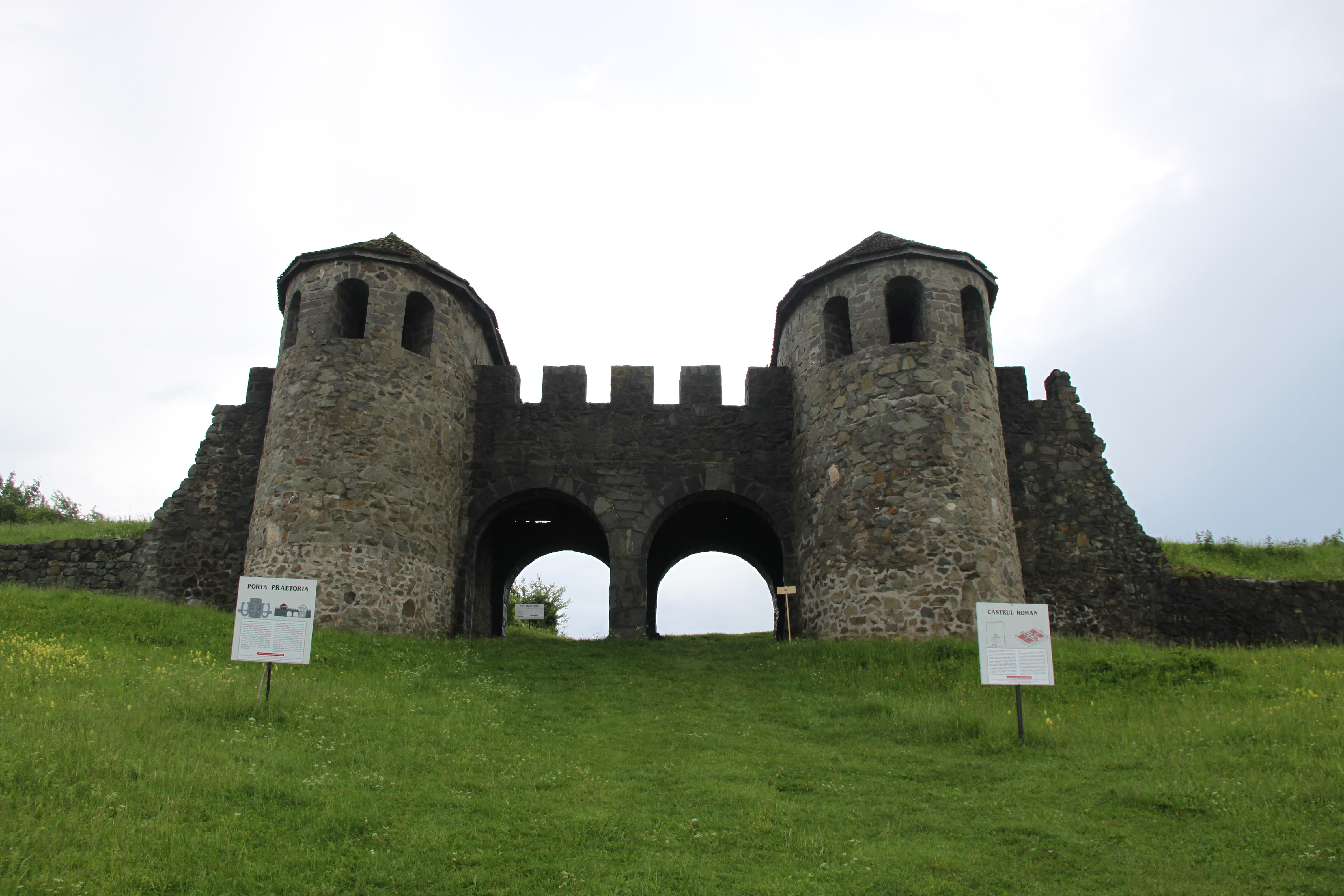
بورتا بريتوريا في بوروليسوم

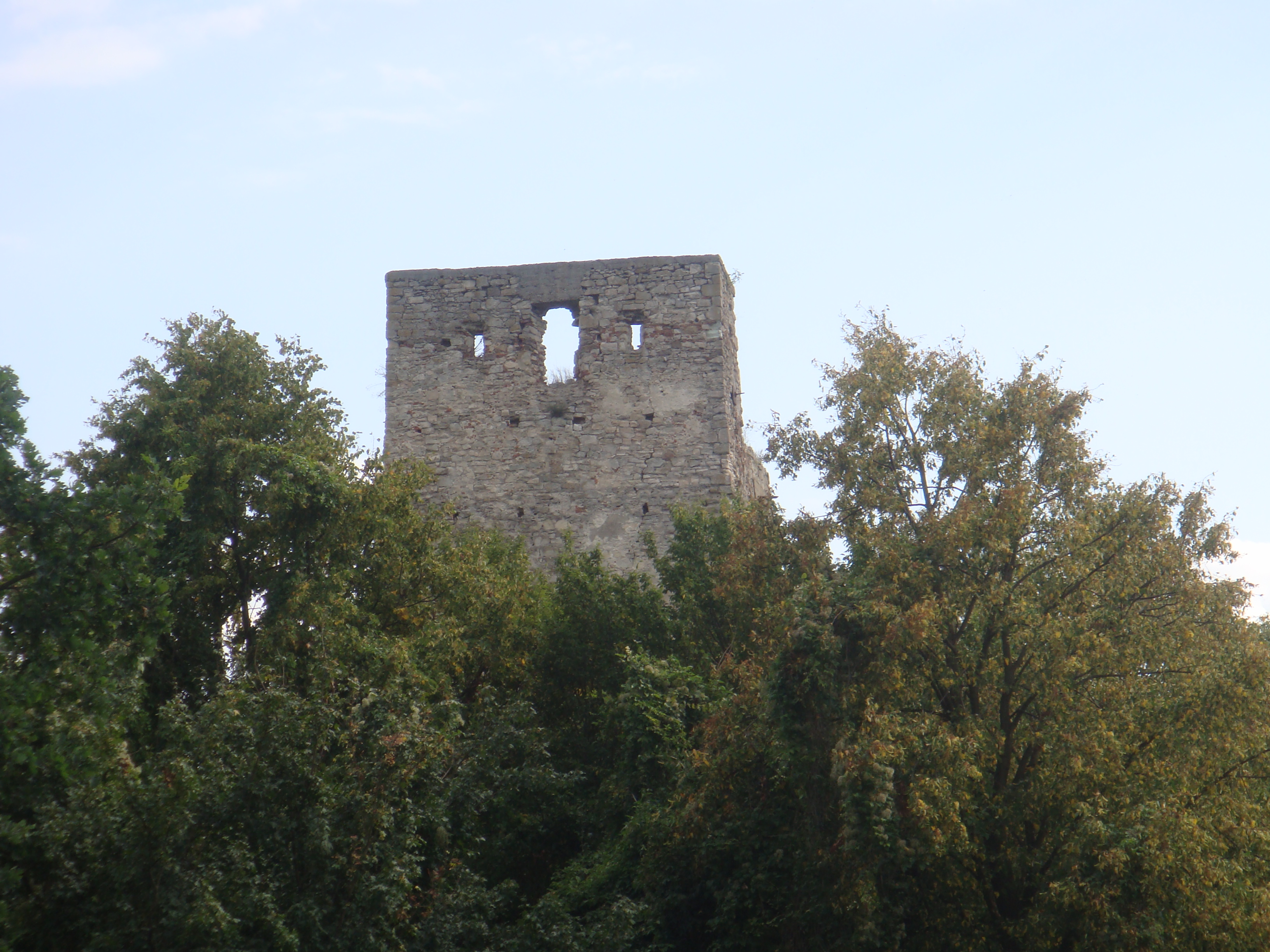
قلعة Dezs في ألماو.

بعد احتلال داسيا، بنى الرومان مكان مستوطنة داتشيان عاصمة داسيا بوروليسينسيس في بوروليسم (موغراد الحالية). كان عدد سكان العاصمة بورليسوم حوالي 20000 نسمة، دافعوا عنها من قبل الجيوش في الكاسترا المحلية. كعمل فني يجب ذكر المدرج، نسخة طبق الأصل من تلك الموجودة في روما، بسعة 6000 مقعد. في عام 214 بعد الميلاد، قام الإمبراطور الروماني ماركوس أوريليوس أنطونيوس بزيارة بوروليسوم. في Porolissum ، تم إيواء Cohors III Dacorum ، المصنوع من العرقية الداقية، الذين قاتلوا كقوات مشاة.
في منطقة مقاطعة سلاج، تم تحديد تسعة من الكاسترا الرومانية (سيرتينا، لارجيانا، أوبتاتيانا، بوروليسوم، بروستوري، بوسيومى، جاك، تيهو وزالو) والليمون (الحدود المحصنة) للمقاطعة. في 275 بعد الميلاد، غادرت السلطات الرومانية المقاطعة، لكن السكان الأصليين استمروا في العيش في نفس الأراضي. تم إثبات وجودهم من الناحية الأثرية بعد مغادرة المنطقة من قبل السلطات الإمبراطورية الرومانية.
هناك تبع ذلك Gepids ، التي مرت للتو عبر المنطقة. تم اكتشاف اثنين من معجم الذهب Gepid في Șimleu Silvaniei ، ويبلغ وزنهما الإجمالي حوالي 10 الكيلوغرامات من الذهب ويعود تاريخه إلى القرن الخامس الميلادي، معروض الآن في متاحف في فيينا وبودابست. في القرنين السادس والسابع بعد الميلاد، وصلت القبائل السلافية إلى المنطقة، الذين وجدوا هنا السكان الأصليين.
في العصور الوسطى في وقت مبكر، في القرن 10 م، والحدود بين فويفود من Menumorut وذلك من الدنمركي كان على جبال MESES. منذ أوائل العصور الوسطى، تم تحديد أكثر من 100 مستوطنة في مقاطعة سلاج (القرنان السابع والثالث عشر). من بين المقاطعات الأولى التي تم تنظيمها في ترانسيلفانيا كانت مقاطعة كراسنا، في عام 1090، وهي جزء من مقاطعة سلاج الحالية.
السجلات البيزنطية و Anonymus ' Gesta Hungarorum تقدم أول إشارات عن الرومانيين في هذه الأماكن، حول أشكال تنظيمهم، بالإضافة إلى أول شهادة وثائقية ل Zalău (1220 فيلا Ziloc).

### تحت مملكة المجر
بدءًا من النصف الثاني من القرن الحادي عشر، قام المجريون بغزو ترانسيلفانيا بشكل منهجي والتي تنظم باعتبارها فوايفودات مستقلة داخل مملكة المجر. خلال العصور الوسطى، كانت سياسة ترانسيلفانيا محتكرة من قبل Unio Trium Nationum (تحالف سياسي من النبلاء والحكام الساكسونيين وسيكيلي الذي تشكل أثناء ثورة بوبالنا 1437-1438). اعتبارًا من عام 1526، أصبحت ترانسيلفانيا جزءًا من المملكة المجرية الشرقية التي ستصبح تحت السيادة العثمانية، وفي عام 1570 تحولت إلى إمارة ترانسيلفانيا. بعد عام 1691، خضعت الإمارة للحكم المباشر لحكام هابسبورغ. في عام 1765، تحولت إلى إمارة ترانسيلفانيا الكبرى. بعد تشكيل الإمبراطورية النمساوية المجرية (1867)، اختفت ترانسيلفانيا كدولة، وتم دمجها مرة أخرى في مملكة المجر. مقاطعة تحمل اسمًا متطابقًا (مقاطعة Szilágy ، (بالرومانية: Comitatul Sălaj)‏) تم إنشاؤه في عام 1876، ويغطي منطقة مماثلة.
في مقاطعة سالاج، توجد قلاع وقلاع من العصور الوسطى تنتمي إلى عائلات نبيلة (دراغو، جيبو، جاربو، سيمليو سيلفاني، إلخ.). من بينها قلعة الماو ((بالرومانية: Cetatea Almașului)‏) (في الوقت الحاضر، في حالة خراب)، تم بناؤه في القرن الثالث عشر، وممتلكات ترانسيلفانيان فويفود، ثم بترو راري، أمير مولدافيا.

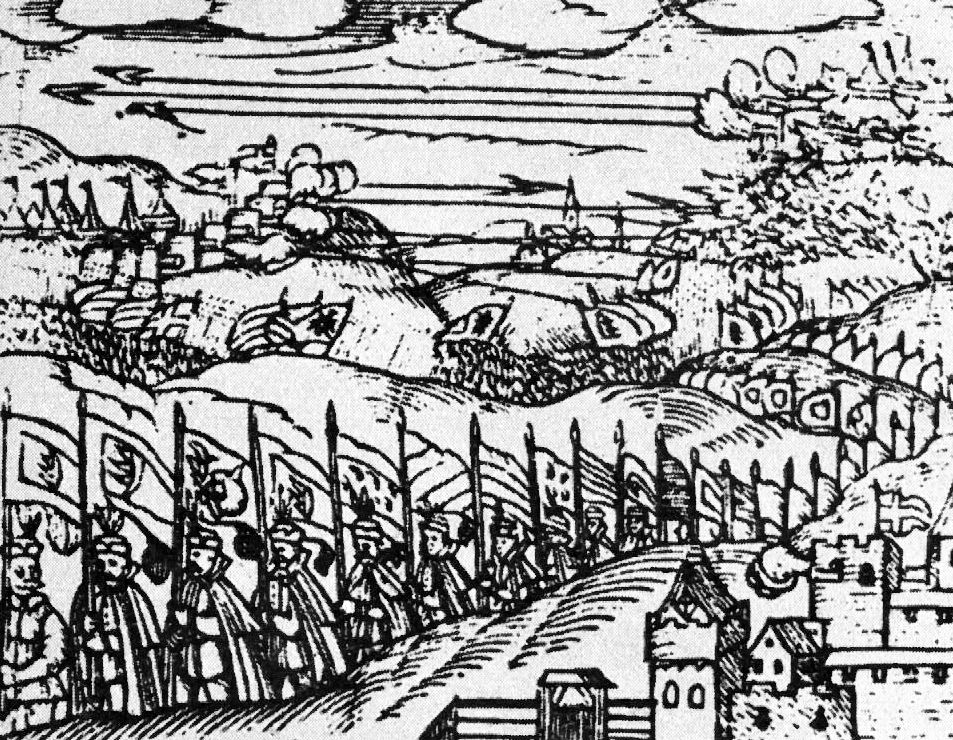
هزم مايكل الشجاع المجريين في Guruslău ، 1601

يتضمن تاريخ مقاطعة سالاج حلقة مهمة تتعلق بالحقائق التاريخية لصانع أول اتحاد سياسي لوالاتشيا وترانسيلفانيا ومولدافيا تحت قيادة مايكل الشجاع. في 3 أغسطس 1601، قاد الجيوش التي كتبها مايكل الشجعان والنمساوية عام جورجيو بسطة هزم الجيش النبيل المجري صاحب السمو الملكي الأمير بقيادة سيجيسموند باثوري في Guruslău (Goroszló)، بالقرب من زالاو (Zilah) (حيث شيد نصب تذكاري).
غالبًا ما كانت شخصيات من مقاطعة سلاي في طليعة النضال من أجل الحقوق الوطنية للرومانيين. من بين الثوار الرومانيين عام 1848 يمكن ذكر ألكساندرو بابيو إيلاريان وسيمون بورنو، الذي أصبح إيديولوجيًا للثورة الرومانية في ترانسيلفانيا.
بعد إنشاء الحزب الوطني الروماني في ترانسيلفانيا (1869) واعتماد تكتيكات «سلبية» (عدم المشاركة في الحياة السياسية للمجر)، شارك قادة سلاي في أكبر احتجاج خلال فترة السالب السياسي، «الحركة التذكارية» (1892 - 1894). لوحظ مساهمة Gheorghe Pop de Băsești . أدى فشل السلبية السياسية إلى تحول قادة PNR إلى «النشاط السياسي»، بدءًا من عام 1905. في مرحلة النشاط السياسي، حقق الرومانيون الترانسيلفانيون التمثيل في البرلمان في بودابست، حيث دافعوا عن الحقوق الوطنية. لوحظ نشاط Iuliu Maniu ، أعظم سياسي في تاريخ Sălaj.
في ظروف مواتية وطنية ودولية لعام 1918، نظم قادة الرومانيين في ترانسيلفانيا الجمعية الوطنية الكبرى في ألبا يوليا (1 ديسمبر 1918)، ذات الطابع الاستفتائي، والتي قررت اتحاد ترانسيلفانيا مع رومانيا. كان للنخب السياسية في سلاج دور قيادي في الأحداث. تم انتخاب جورج بوب دي بوسيتي رئيسًا للمجلس الوطني العظيم (الهيئة التشريعية)، وأصبح إيوليو مانيو رئيسًا لمجلس الإدارة (الهيئة التنفيذية)، وكان فيكتور ديلو قائدًا للداخلية داخل مجلس الإدارة (قادت المؤسستان ترانسيلفانيا خلال فترة حكمها الذاتي المؤقت حتى أبريل 1920).

### بعد الحرب العالمية الأولى
تم نقل أراضي المقاطعة إلى رومانيا من المجر لتكون الدولة الخلف للنمسا-المجر في عام 1920 بموجب معاهدة تريانون. تم تنظيمها من قبل المسؤولين الرومانيين كمقاطعة في عام 1925.

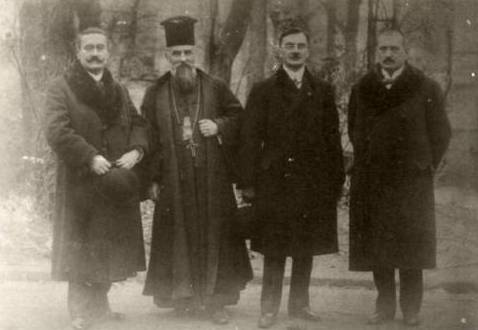
قادة الحزب الوطني الروماني (من اليسار): ألكسندرو فايدا فويفود وميرون كريستيا وإيليو مانيو

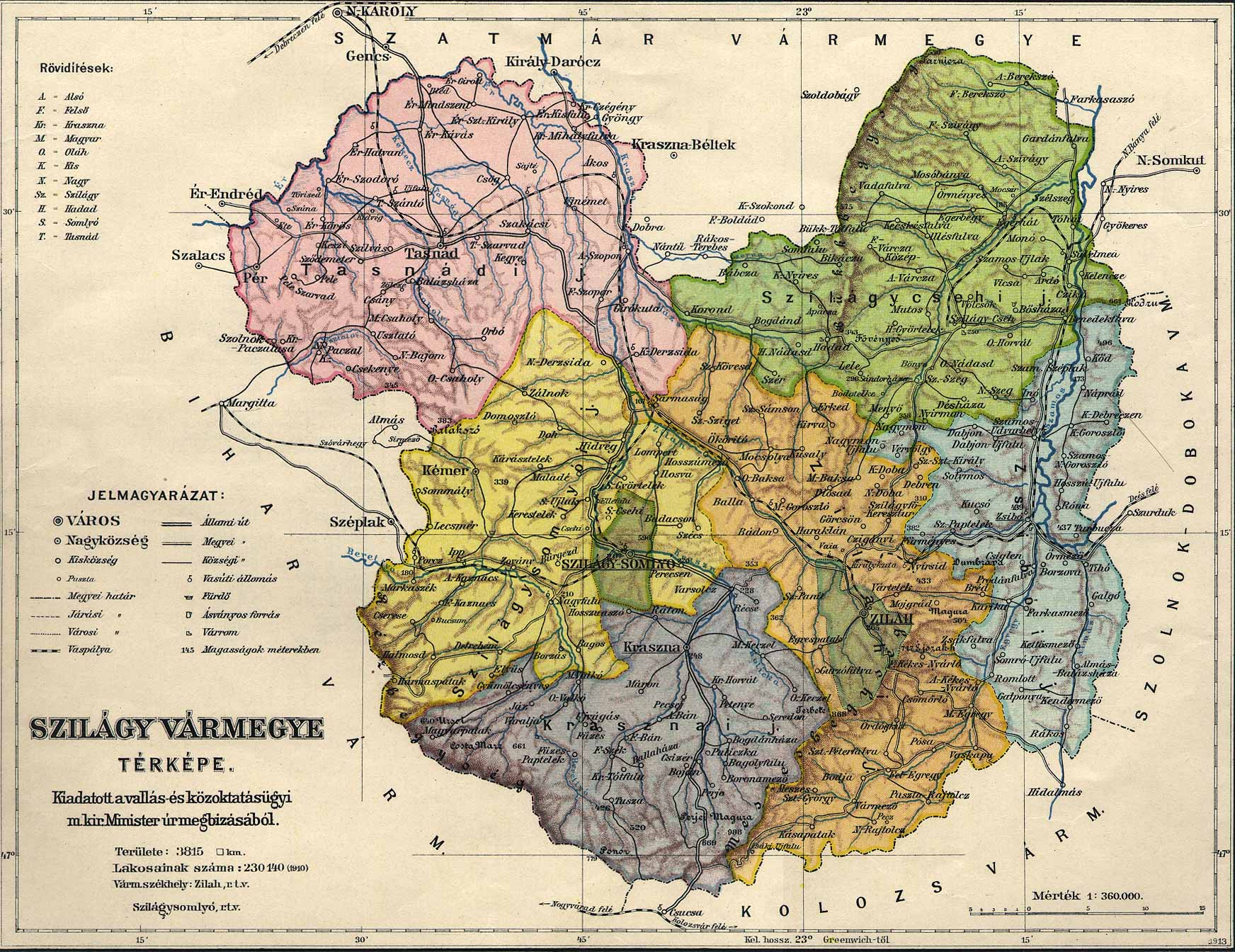
الخريطة الإدارية لمقاطعة إنتيروار سلاج

دخول قوات الجيش المجري في زالو ، 8 سبتمبر 1940

في فترة ما بين الحربين العالميتين، تطورت Sălaj في تاريخ رومانيا الكبرى. تمت ملاحظة النشاط السياسي لـ Iuliu Maniu ، رئيس PNR ، ثم رئيس PNȚ ورئيس وزراء رومانيا. في بداية رومانيا الكبرى، كان عدد سكان مقاطعة سلاج 3815 كم 2 و 226.716 نسمة، منهم 139.878 رومانيًا، 70405 مجريًا، 9322 سلوفاكيًا، 831 يهوديًا، 6282 جنسيات أخرى. عرض التشريع الخاص برومانيا الكبرى إمكانية عمل المدارس أو الأقسام باللغات الأصلية. وفقًا لوثائق من أرشيف الدولة، مقاطعة سلاج، في عام 1933 كان عدد سكانها 342642 نسمة، منهم: 202176 رومانيًا، 90800 مجريًا، 30840 ألمانيًا، 17138 يهوديًا، 1715 جنسية أخرى. كان عدد الطلاب: 44921 رومانيًا، 20192 مجريًا، 3287 ألمانيًا، 2111 يهوديًا، 396 جنسية أخرى.
في عام 1938، الملك كارول الثاني الصادر جديد الدستور، وبعد ذلك، وقال انه كان التقسيم الإداري للأراضي الرومانية تغييرها. 10 <i id="mw4A">ținuturi</i> (ترجمة تقريبية: «الأراضي») تم إنشاؤها (عن طريق دمج المقاطعات) ليحكمها rezidenți Regali (الترجمة التقريبية: «المقيمون الملكيون») - المعينون مباشرة من قبل الملك - بدلاً من المحافظين . أصبحت مقاطعة سلاج جزءًا من شينوتول كريكوري .
بموجب جائزة فيينا الثانية، المبرمة في 30 أغسطس 1940، والتي تم التحكيم فيها من قبل ألمانيا النازية وإيطاليا الفاشية، كان على رومانيا التنازل عن المجر الشمالية ترانسيلفانيا . حتى مارس 1945، عندما سيعود الجزء المتنازل عنه إلى رومانيا (خلال حكومة بيترو جروزا)، كان سلاي جزءًا من المجر مرة أخرى. بين عامي 1940 و 1944، وقعت حوادث ملحوظة في مقاطعة سزيلاجي، مما أودى بحياة 495 شخصًا،  وبلغ معظمهم ذروته في مذابح Ip و Treznea. ابتداء من عام 1944، استعادت القوات الرومانية بمساعدة سوفياتية السيطرة على الأراضي التي تم التنازل عنها وأعادت دمجها في رومانيا، وأعادت تأسيس المقاطعة. بدءًا من 14 أكتوبر 1944، شنت الجيوش الرومانية عمليات عسكرية في الإقليم، ومع ذلك، تم طرد الإدارة الرومانية من هذه الأراضي في أكتوبر بسبب أنشطة المجموعات شبه العسكرية الرومانية التي تم إنشاؤها في المنطقة للانتقام من الفظائع التي ارتكبها المجريون ضد الرومانيون خلال الحكم المجري في شمال ترانسيلفانيا. أعيد تأكيد الولاية القضائية الرومانية على المقاطعة وفقًا لمعاهدة تريانون في معاهدات باريس للسلام عام 1947 .
بعد عام 1947، اختبر سكان سولاج واقع النظام الشمولي الشيوعي. من بين شخصيات سولاي، يمكن ذكر الفنان إيوان سيما الذي تبرع في عام 1980 لمتحف المقاطعة للتاريخ والفنون في لوحات ورسومات زالو والأرشيف الشخصي ومكتبته الفنية.
تم حل المقاطعة من قبل الحكومة الشيوعية لرومانيا في عام 1950 وأعيد تأسيسها في عام 1968 عندما أعادت رومانيا نظام إدارة المقاطعة.
بعد ديسمبر 1989 ، في ظروف العودة إلى نظام سياسي ديمقراطي والتكامل الأوروبي الأطلسي، أصبح سلاج نموذجًا للتعايش بين الأعراق، والذي يتجلى أيضًا في التعليم. سياسياً، لوحظ نشاط كورنيليو كوبوسو، السكرتير الشخصي السابق لـ Iuliu Maniu. يرتبط اسمه بتخثر المؤتمر الديمقراطي الروماني الذي أعقب أول تداول ديمقراطي في السلطة في رومانيا ما بعد الثورة.

## جغرافية
مقاطعة سلاج تتكشف في 3864.38 كم 2 (1.6٪ من مساحة الدولة)،  منها 239,613 هكتار أراض زراعية، 105,833 هكتار غابات و 41,000 هكتار مساحة مأهولة. تقع في الشمال الغربي من البلاد، وتتداخل في الغالب في منطقة الاتصال بين جبال الكاربات الشرقية وجبال أبوسيني، والمعروفة باسم " Someș Plateau ".

### التضاريس

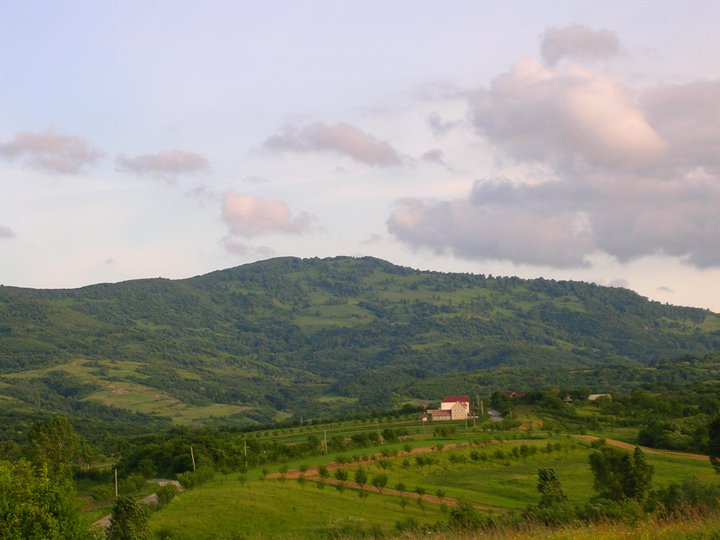
Măgura Priei ، أعلى نقطة في المقاطعة

يغلب على تضاريسها التلال، وتحتل الجبال جزءًا صغيرًا في الجنوب الغربي. تتكون منطقة التلال من هضبة سوميو وتلال بيدمونت في سيلفانيا. يتم تمثيل المنطقة الجبلية بفرعين شماليين لجبال Apuseni: Meseș مع Măgura Priei Peak (996 م) و Plopiș. المنخفضات موزعة على نطاق واسع في جميع أنحاء المحافظة وتمثل مناطق زراعية مهمة لتركز المستوطنات.

### المناخ
من حيث المناخ، تقع مقاطعة سلاج، من خلال موقعها الجغرافي، في مناخ قاري معتدل معتدل، ويسود الدوران الغربي والشمالي الغربي.
يتم تكييف النظام الحراري للهواء بالارتفاع والتفتت وتوجيه التضاريس، بالإضافة إلى العوامل المحلية، حيث يبلغ متوسط درجة الحرارة حوالي 8 درجة مئوية. متوسط درجة الحرارة في زالو (محسوبة للفترة 1961-1990) هو 9.5 درجة مئوية، مما يشير إلى اتجاه متزايد لذلك. كانت درجة الحرارة القصوى المسجلة في محطة الأرصاد الجوية زالو 38 درجة مئوية في 16 أغسطس 1952، وكانت درجة الحرارة الدنيا المسجلة -23.5 °C ، في 25 يناير 1954.

ينتج نظام هطول الأمطار السنوي عن عاملين: الدورة الجوية العامة والظروف الفيزيائية والجغرافية على التوالي. انتقال الهواء المحيطي المعتدل من اتجاه الغرب والشمال الغربي، خاصة خلال فصل الصيف، فضلاً عن الدخول المتكرر للكتل الهوائية الباردة من الشمال أو تلك القارية المعتدلة من الشمال الشرقي والشرق ، خلال فصل الشتاء ، بالإضافة إلى التقريب البحري المداري الهواء من الجنوب الغربي والجنوب ، شرح جميع تأثيرات مراكز العمل في الغلاف الجوي التي يتم الشعور بها في هذه المنطقة. مع الأخذ في الاعتبار هذه العناصر ، بالإضافة إلى تأثيرات الإغاثة ، يتم توزيع هطول الأمطار في الغلاف الجوي بشكل غير متساو في جميع أنحاء المقاطعة. متوسط كمية هطول الأمطار 600-700 مم ، في زالو يجري 634.2 مم (محسوبة للفترة 1961-1990). يسقط هطول الأمطار الأكثر وفرة في الصيف ، عندما تحدث إلى جانب العمليات الأمامية الحمل الحراري الشديد ، مما يؤدي إلى زخات مطر غنية من حيث الكمية. خلال فصل الشتاء ، يكون هطول الأمطار أقل من الناحية الكمية ، على الرغم من أن عدد الأيام التي يكون فيها هطول الأمطار ليس أصغر. بشكل عام ، يتداخل الحد الأقصى لقياسات البلوفيومتر بين شهري مايو ويونيو ، ويتم تسجيل الحد الأدنى لقياسات البلوفيوميت في الفترة من يناير إلى فبراير.
| البيانات المناخية لـ{{{location}}} | البيانات المناخية لـ{{{location}}} | البيانات المناخية لـ{{{location}}} | البيانات المناخية لـ{{{location}}} | البيانات المناخية لـ{{{location}}} | البيانات المناخية لـ{{{location}}} | البيانات المناخية لـ{{{location}}} | البيانات المناخية لـ{{{location}}} | البيانات المناخية لـ{{{location}}} | البيانات المناخية لـ{{{location}}} | البيانات المناخية لـ{{{location}}} | البيانات المناخية لـ{{{location}}} | البيانات المناخية لـ{{{location}}} | البيانات المناخية لـ{{{location}}} |
| الشهر                              | يناير                              | فبراير                             | مارس                               | أبريل                              | مايو                               | يونيو                              | يوليو                              | أغسطس                              | سبتمبر                             | أكتوبر                             | نوفمبر                             | ديسمبر                             | المعدل السنوي                      |
| ---------------------------------- | ---------------------------------- | ---------------------------------- | ---------------------------------- | ---------------------------------- | ---------------------------------- | ---------------------------------- | ---------------------------------- | ---------------------------------- | ---------------------------------- | ---------------------------------- | ---------------------------------- | ---------------------------------- | ---------------------------------- |
| [بحاجة لمصدر]                      |                                    |                                    |                                    |                                    |                                    |                                    |                                    |                                    |                                    |                                    |                                    |                                    |                                    |

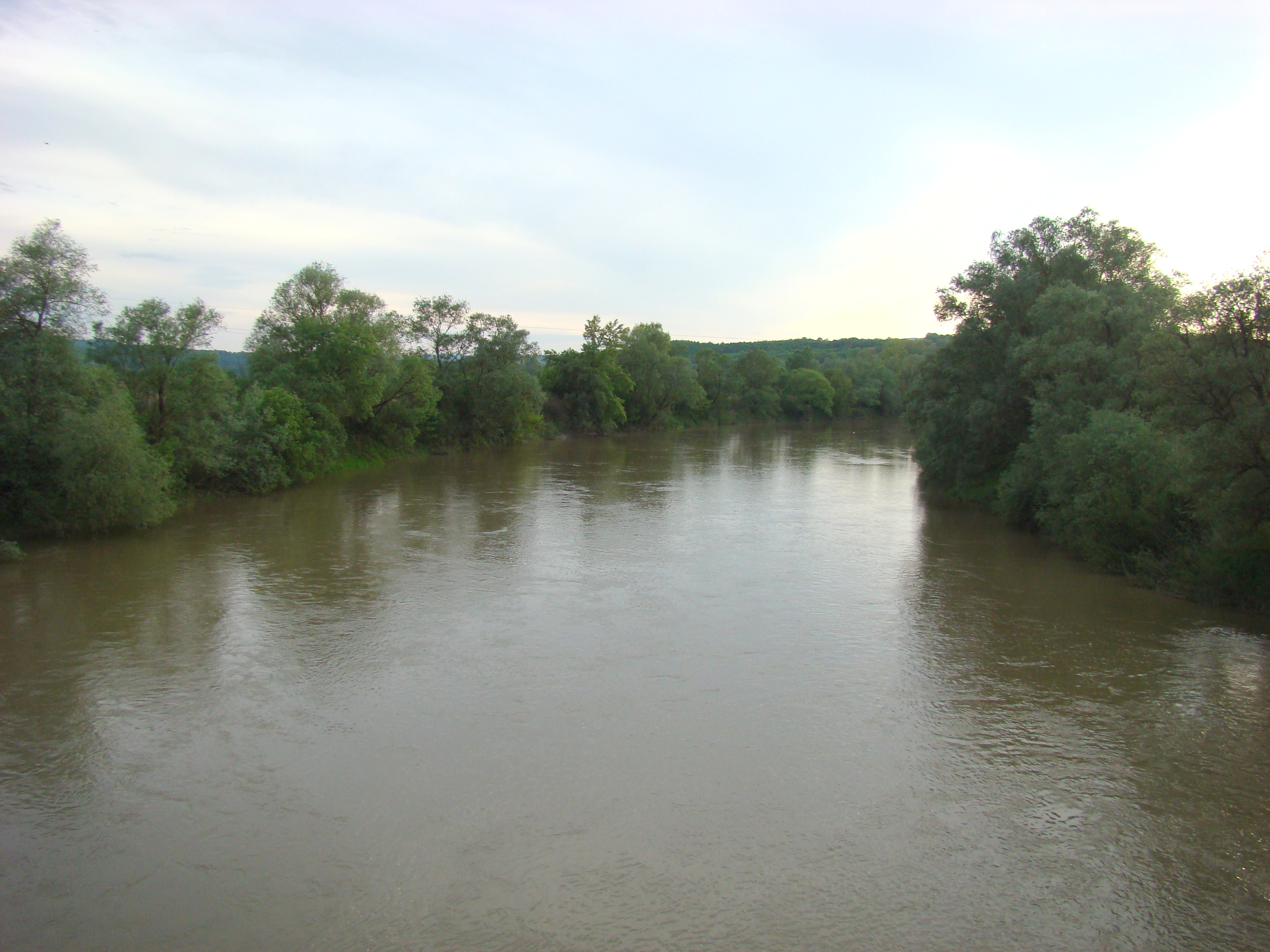
Someș في Letca

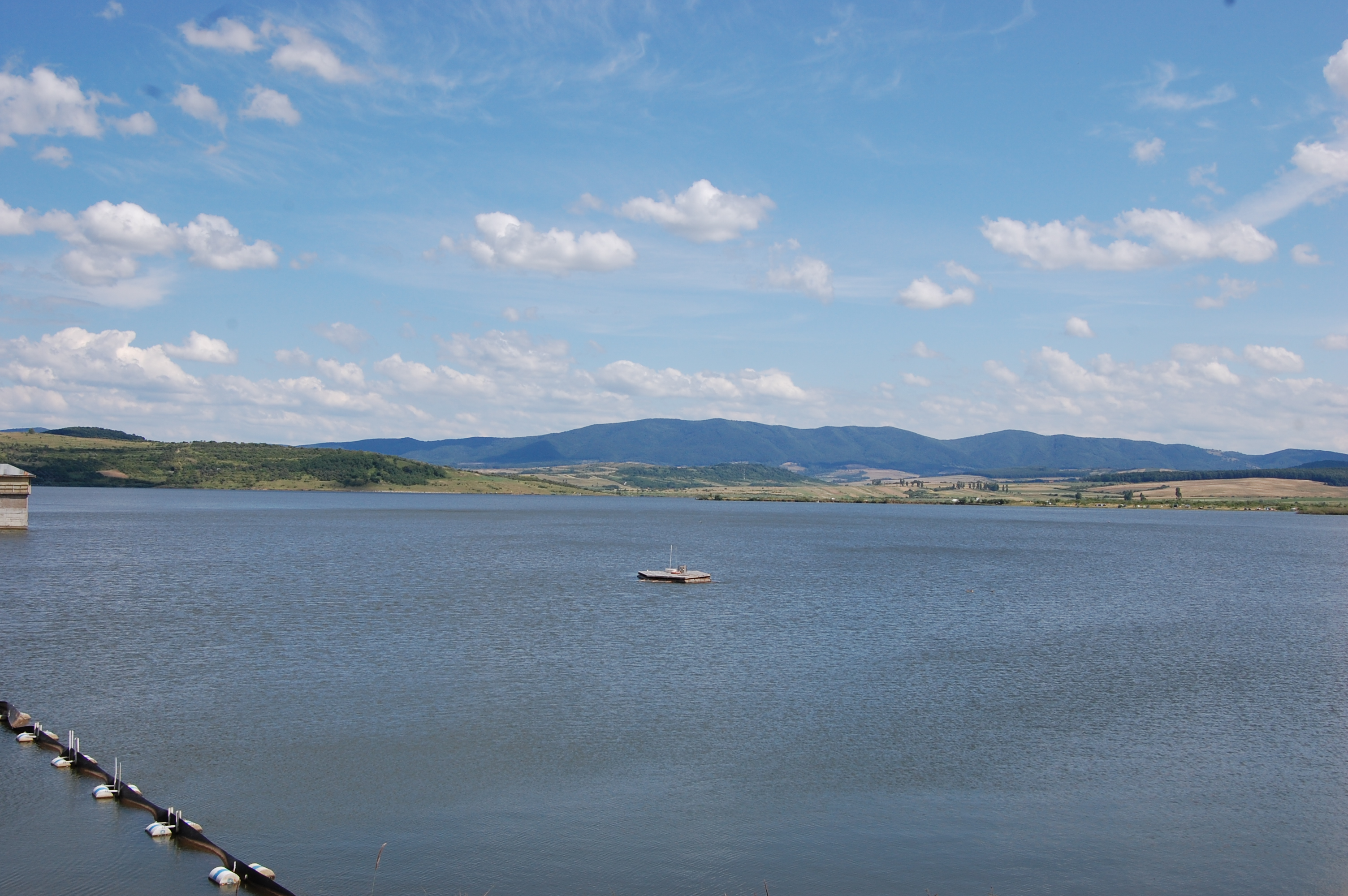
خزان فارولي

يبلغ طول الشبكة الهيدروغرافية للمقاطعة 1,263.7 كم ، منها Someș هو 95 كم داخل المقاطعة ، ألمي 68 كم ، أجريج 48 كم ، كراسنا 71 كم ، باركو 54 كم. يغطي الماء 57.8 كم 2 ، تمثل 1.5٪ من مساحة المحافظة.

### النبات
تقدم المناظر الطبيعية في سلاج مناطق بها غابات من خشب البلوط والطين والزان وغيرها من المراعي والأراضي الزراعية المزروعة بالكروم وأشجار الفاكهة والحبوب بالتناوب مع المناظر الطبيعية البشرية.

## التركيبة السكانية
Ethnic composition of Sălaj County
يبلغ عدد سكان مقاطعة سلاج 224384 نسمة (أكتوبر 2011) وبكثافة 58 نسمة / كم 2 . تحتل مقاطعة سلاج المرتبة الثالثة على الصعيد الوطني كواحدة من المقاطعات التي بها أقل عدد من السكان. درجة التحضر في المحافظة 39.3٪. ويبلغ عدد سكان المدن 88259 نسمة و 136125 نسمة في المناطق الريفية.

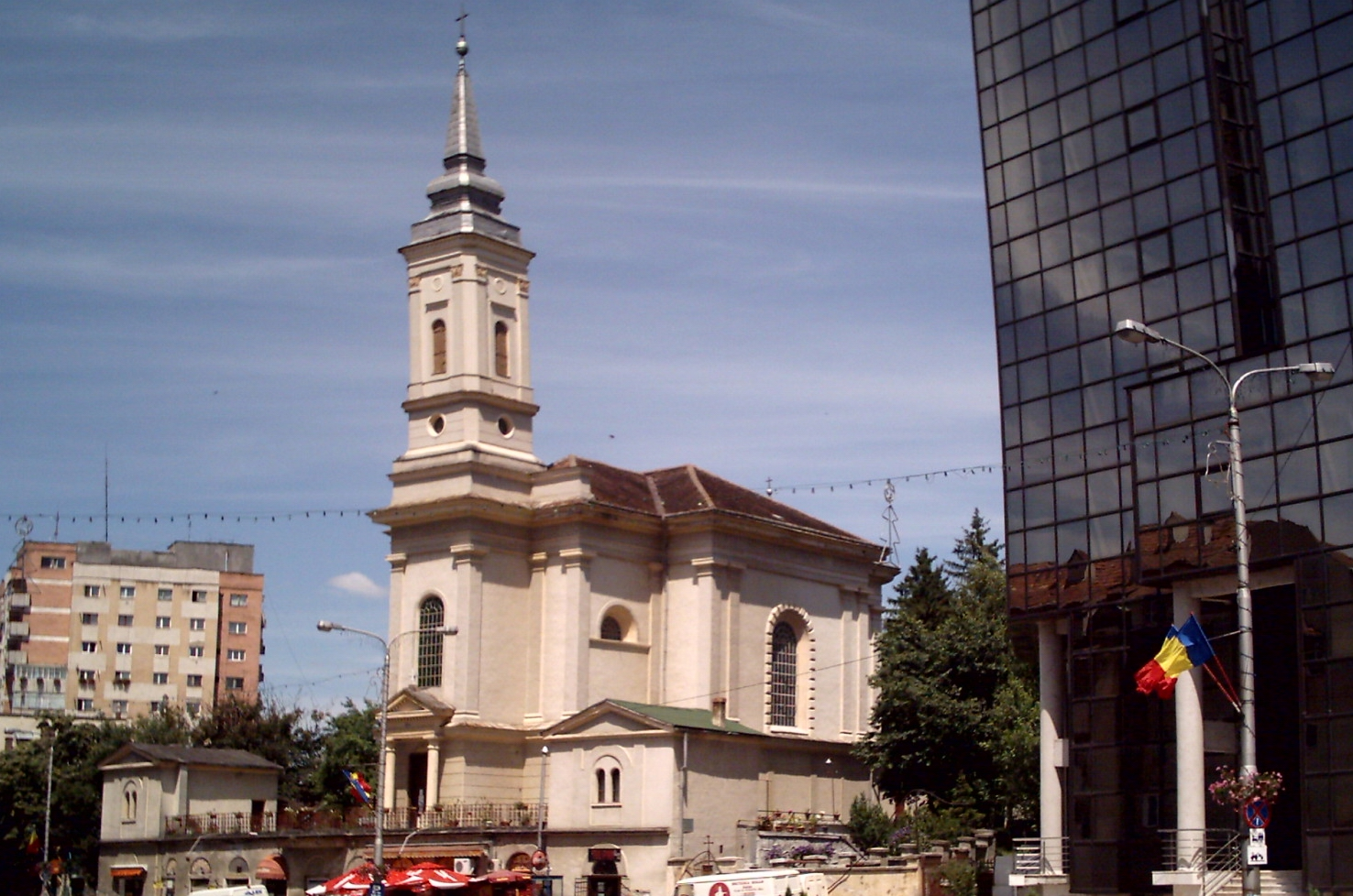
زالو ، أكبر مدينة في مقاطعة سلاي

في عام 2011، يشمل الهيكل العرقي للمقاطعة: الرومانيون (148396)، المجريون (50177)، الغجر (15004)، السلوفاك (1118) وجنسيات أخرى (9689). وبالمثل ، لم يعلن 9467 شخصًا عن أصلهم العرقي.
| دين             | اشخاص   | النسبة المئوية |
| --------------- | ------- | -------------- |
| الأرثوذكسية     | 138.032 | 64.4٪          |
| تم إصلاحه       | 42128   | 19.6٪          |
| الخمسينية       | 10358   | 4.8٪           |
| المعمدان        | 8293    | 3.9٪           |
| الروم الكاثوليك | 5726    | 2.7٪           |
| الروم الكاثوليك | 5,340   | 2.5٪           |

## الاقتصاد

### الصناعة
تتمتع مقاطعة سلاج بموارد طبيعية غنية بالمواد الخام ، وتتركز في المناطق التالية:
- الفحم البني
- lignite
- لائحة كربونية
- الجبس
- المرمر
- ديوريت
- ميكا شيست
- الطباشير
- الطين
- رمل الكاولين
- رمل السيليكا
- رمل الكوارتز
- الكاولين
- الطف

## التعليم
من إجمالي السكان المقيمين الذين يبلغون 10 سنوات وأكثر من 47.8٪ لديهم مستويات تعليم منخفضة (ابتدائي ، صالة للألعاب الرياضية أو لم يتخرجوا من أي مدرسة)، 41.4٪ مستويات متوسطة (دراسات عليا ومهنية ، مدرسة ثانوية أو مهنية ومتدرب) و 10.8٪ مستويات أعلى.
ارتفع عدد الأشخاص الحاصلين على تعليم عال بمقدار 2.3 مرة في عام 2011 مقارنة بعام 2002، وانخفض عدد الأشخاص ذوي المستويات التعليمية المنخفضة بنسبة 24.9٪. في 20 أكتوبر 2011، كانت نسبة الأميين من إجمالي السكان 10 سنوات فأكثر 1.8٪ ، أي أقل بنسبة 1.2٪ مما كانت عليه في تعداد عام 2002.

## التقسيمات الإدارية

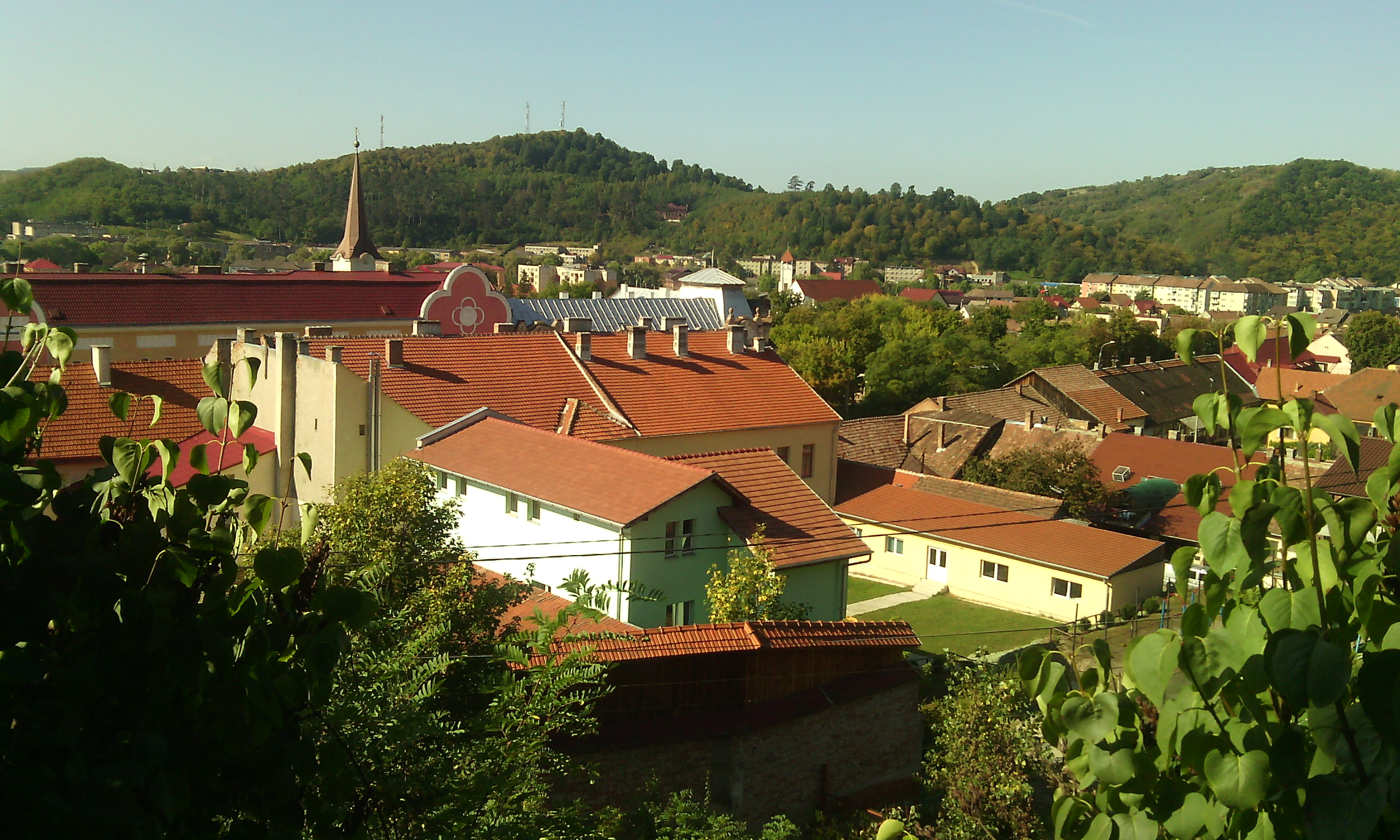
سيمليو سيلفاني

يوجد في مقاطعة سلاج بلدية واحدة و 3 مدن و 57 بلدية ، مقسمة إلى 281 قرية.
البلديات
- زالو - العاصمة ؛ السكان: 56202

المدن
- Cehu Silvaniei - السكان: 7214
- جيبو - السكان: 10407
- سيمليو سيلفاني - عدد السكان: 14.436

البلديات

## شخصيات

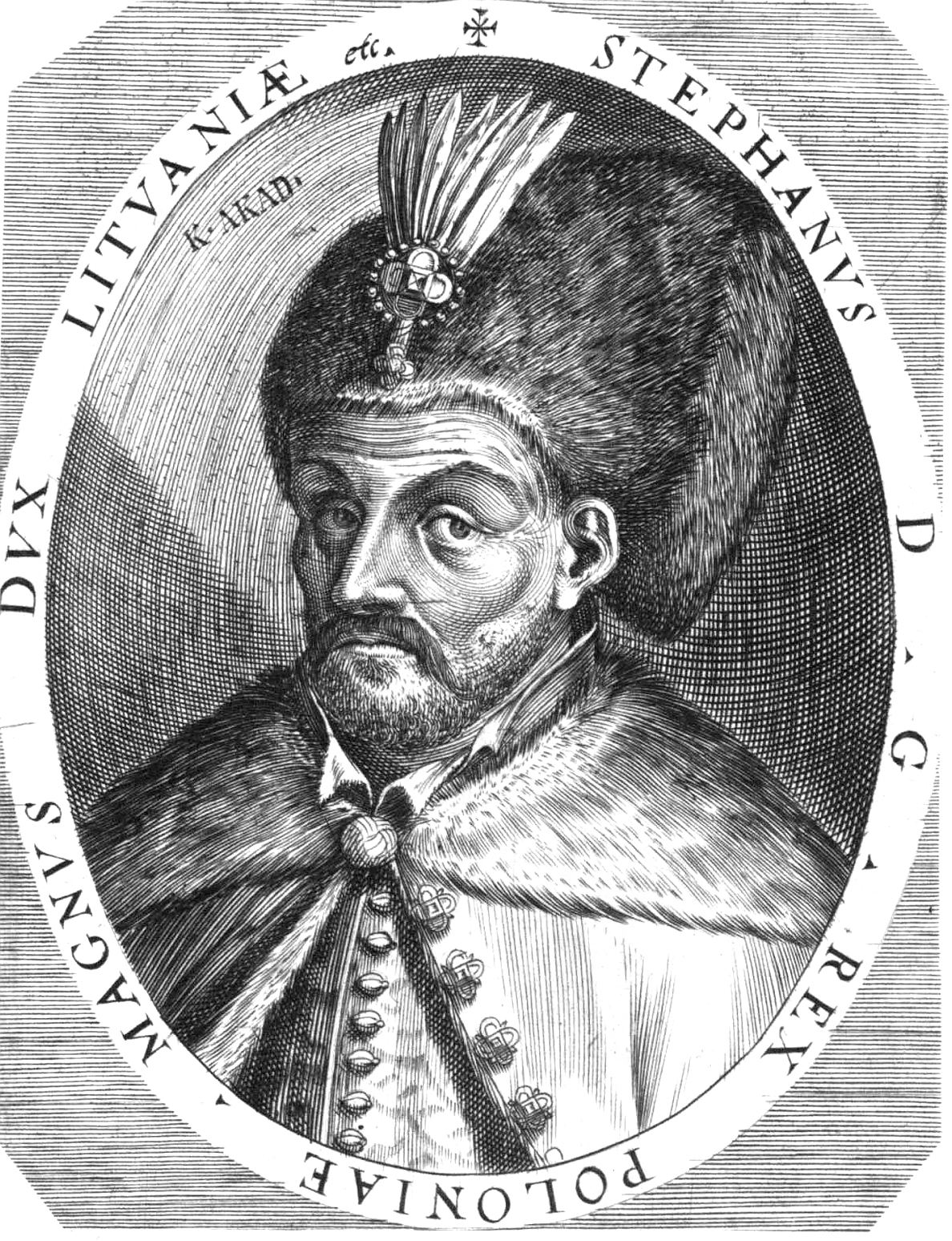
ستيفن باتوري
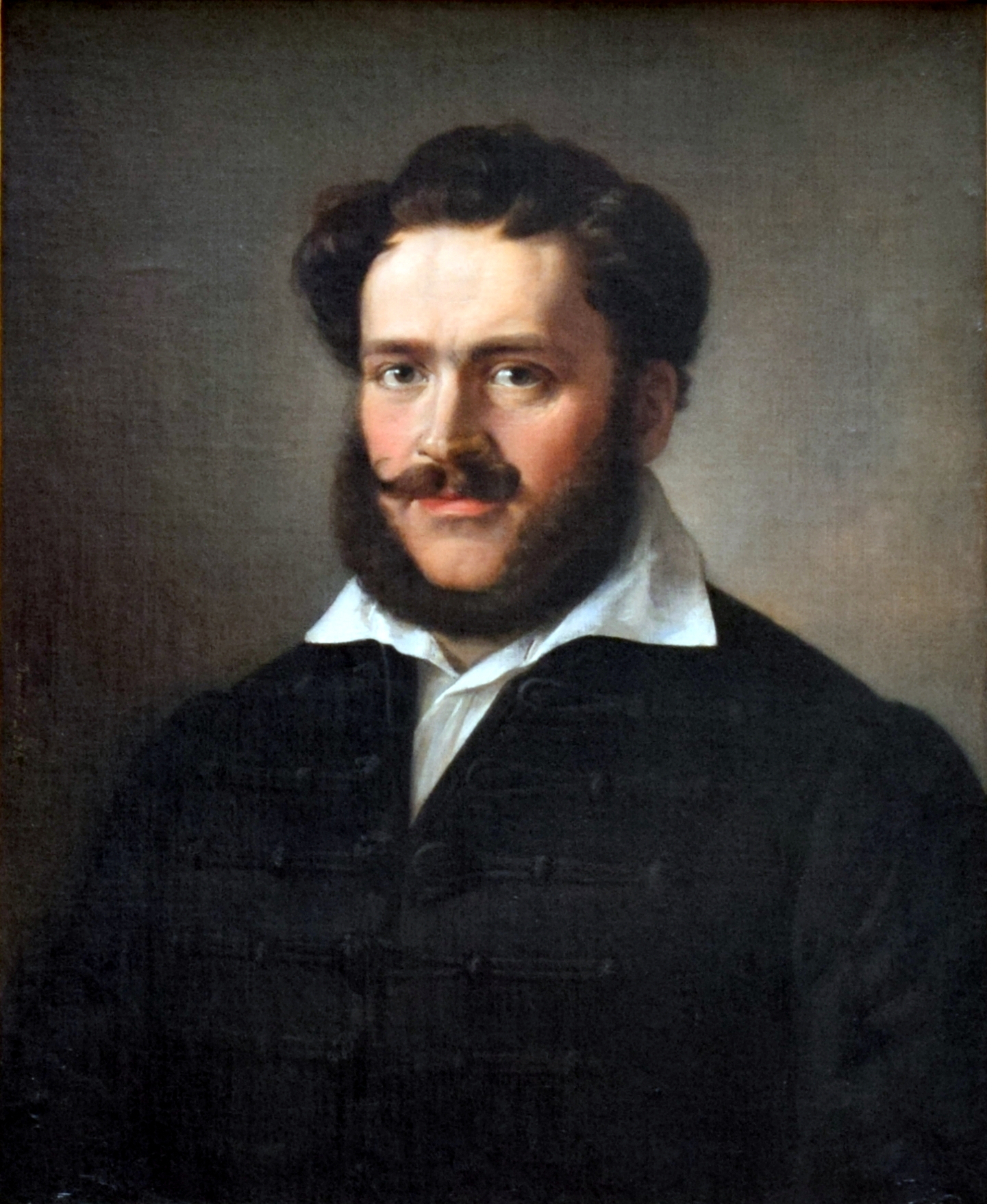
ميكلوس ويسيليني
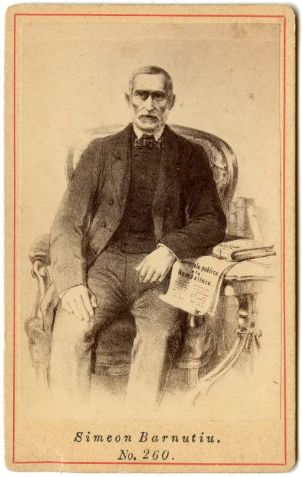
سيميون بيرنوشو  [لغات أخرى]‏
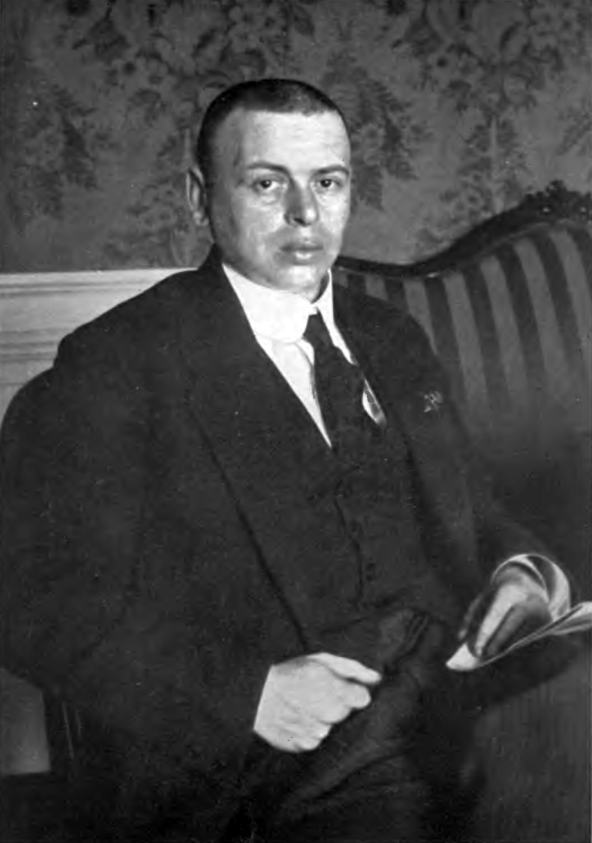
بيلا كون
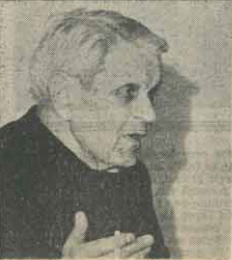
كورنيليو كوبوسو  [لغات أخرى]‏

- كريستوفر باتوري (1530-1581)، فويفود ترانسيلفانيا
- ستيفن باتوري (1533-1586)، أمير ترانسيلفانيا وملك بولندا
- Miklós Wesselényi (1796–1850)، رجل دولة
- Simion Bărnuțiu (1808–1864)، سياسي ، مؤرخ ، فيلسوف ، أستاذ وثوري
- إيوان مانيو (1833-1895)، صحفي وأب إيوليو مانيو
- Alimpiu Barboloviciu (1834–1914)، رئيس كهنة للروم الكاثوليك ونائب وداعي
- Iuliu Maniu (1873–1953)، رئيس وزراء رومانيا
- بيلا كون (1886-1938)، ثوري
- جو باسترناك (1901-1991)، صانع أفلام
- Miklós Nyiszli (1901–1956)، طبيب ومؤلف
- كورنيليو كوبوسو (1914-1995)، سياسي وسجين سياسي
- أوغسطين ديك (1928-2004)، مؤرخ
- إيوان بوكاك (1932-2015)، أخصائي أشعة
- فلوريان بوب (مواليد 1952)، عالم رياضيات
- فاسيلي بوكاك (مواليد 1952)، أستاذ ودبلوماسي وسياسي
- Codruț ereș (مواليد 1969)، وزير الاقتصاد
- Dacian Cioloș (مواليد 1969)، رئيس وزراء رومانيا
- إدوارد هيلفيج (مواليد 1974)، وزير السياحة ومدير دائرة المخابرات الرومانية ، MEP
- Cosmin Seleși (مواليد 1977)، ممثل ونجم تلفزيوني
- رامونا فاركو (مواليد 1979)، لاعب كرة يد
- تاليدا تولناي (مواليد 1979)، لاعب كرة يد

## المقاطعة التاريخية
تاريخياً ، كانت المقاطعة تقع في الجزء الشمالي الغربي من رومانيا الكبرى، على الحدود مع المجر. كان النصف الشرقي من أراضيها في منطقة ترانسيلفانيا التاريخية ، بينما كان النصف الغربي يقع في منطقة كريشانا . بعد قانون التوحيد الإداري في عام 1925، ظل اسم المقاطعة كما هو ، ولكن أعيد تنظيم الإقليم. ويحدها من الجنوب مع محافظات بيهور وكلوج، وإلى الشرق من مقاطعة Someş ، إلى الشمال من ساتو ماري مقاطعة ، وإلى الغرب مع المجر. شملت أراضي المقاطعة ما بين الحربين العالميتين مقاطعة سلاج الحالية ، والجزء الشمالي من مقاطعة بيهور الحالية والجزء الجنوبي الغربي من مقاطعة ساتو ماري الحالية.

### الإدارة

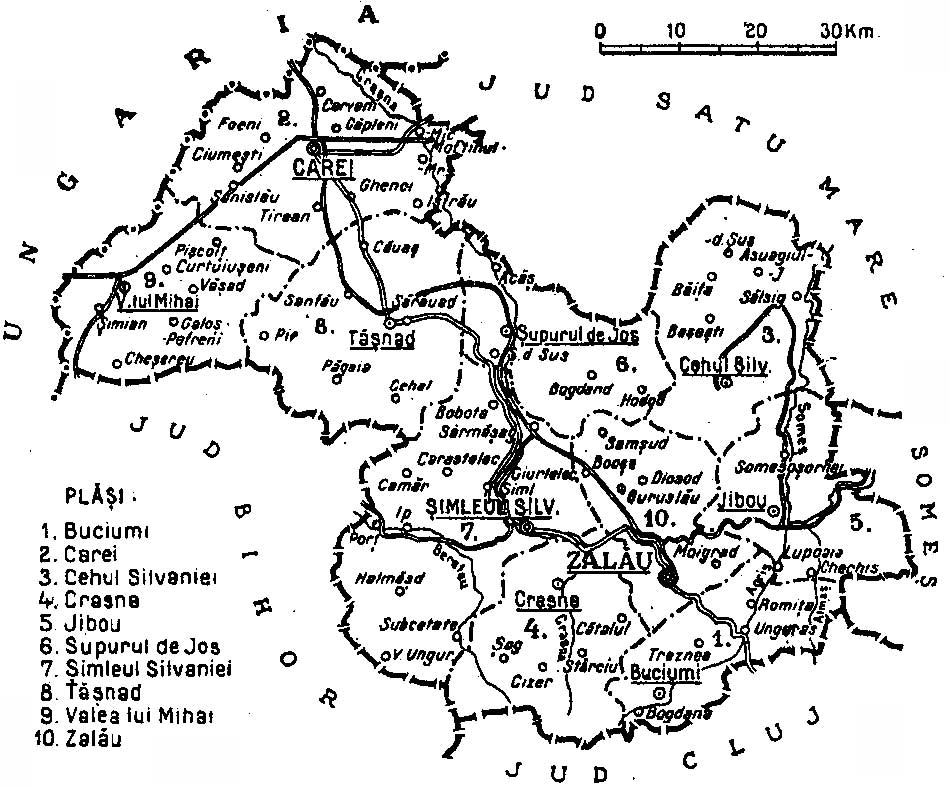
خريطة مقاطعة سلاج كما تم تكوينها عام 1938.

تتكون المقاطعة في الأصل من ثماني مناطق (plăṣi):
1. بلاسا كاري
2. بلاسا سيهو سيلفاني
3. بلاسا كراسنا
4. بلاسا جيبو
5. بلاسا سيمليو سيلفاني
6. بلاسا توناد
7. بلاسا فاليا لوي ميهاي
8. بلاسا زالو

أضاف تعديل إداري لاحق منطقتين:
1. بلاسا بوسيومى
2. بلاسا سوبورول دي جوس

كانت المقاطعة تضم ثلاث بلديات حضرية: زالو (العاصمة) وكاري وشيمليو سيلفانيي.

### تعداد السكان
وفقًا لبيانات التعداد السكاني لعام 1930، كان عدد سكان المقاطعة 343347 نسمة ، 56.2٪ منهم رومانيون ، 31.4٪ مجريون ، 4.7٪ ألمان ، 3.9٪ يهود ، بالإضافة إلى أقليات أخرى. في الجانب الديني ، تألف السكان من 52.6٪ كاثوليك يونانيون ، 25.4٪ إصلاحيون (كالفيني)، 12.2٪ روم كاثوليك ، 4.0٪ يهود ، 4.4٪ أرثوذكس شرقيون ، بالإضافة إلى أقليات أخرى.

#### سكان الحضر
في عام 1930، كان عدد سكان الحضر في المقاطعة 31830 نسمة ، منهم 46.1٪ مجريون ، و 31.6٪ رومانيون ، و 13.4٪ يهود ، و 5.6٪ ألمان ، بالإضافة إلى أقليات أخرى. كلغة أم في سكان الحضر ، كان 62.0٪ من السكان يتحدثون الهنغارية ، تليها الرومانية (27.5٪)، اليديشية (8.0٪)، الألمانية (1.2٪)، بالإضافة إلى لغات الأقليات الأخرى. من وجهة النظر الدينية ، كان سكان الحضر يتألفون من 28.6٪ تم إصلاحهم ، و 27.2٪ كاثوليك يونانيون ، و 24.2٪ كاثوليك رومانيون ، و 13.8٪ يهود ، و 4.9٪ أرثوذكس شرقيون ، بالإضافة إلى أقليات أخرى.